# Proclitus subsulcatus
Proclitus subsulcatus är en stekelart som beskrevs av Förster 1871. Proclitus subsulcatus ingår i släktet Proclitus och familjen brokparasitsteklar. Arten är reproducerande i Sverige. Inga underarter finns listade i Catalogue of Life.